# Coupe d'Islande de football 1979
La coupe d'Islande 1979 de football est la 20e édition de la Coupe nationale de football.
Elle s'est disputée du 30 mai 1979 au 26 août 1979, avec la finale jouée au Laugardalsvöllur à Reykjavik.
La Coupe revêt une haute importance puisque le vainqueur est qualifié pour la Coupe des Coupes (Si un club gagne à la fois le championnat et la Coupe, c'est le finaliste de la Coupe qui prend sa place en Coupe des Coupes).
Les 10 clubs de 1. Deild ne rentrent qu'en huitièmes de finale, alors que les clubs des divisions inférieures entrent au fur et à mesure des 3 tours préliminaires. Les équipes se rencontrent sur un  match simple. En cas de match nul, le match est rejoué sur le terrain de l'autre équipe.
C'est le Fram Reykjavik qui remporte la 3e Coupe d'Islande de son histoire en battant en finale le Valur Reykjavik. 

## Premier tour
| Équipe 1                | Résultat | Équipe 2                 |
| ----------------------- | -------- | ------------------------ |
| Vikingur Ólafsvík       | 1 - 4    | Grótta Seltjarnarnes     |
| Fylkir Reykjavik (D2)   | 2 - 0    | Oðinn                    |
| Súlan                   | 2 - 1    | Sindri                   |
| Bolungarvík             | 9 - 12   | ÍB Isafjörður            |
| Leiknir Fáskrúðsfjörður | 1 - 5    | þrottur Norðfjörður (D2) |
| Hrafnkell Fr.           | 0 - 2    | Austri Eskifjörður (D2)  |
| Reynir Sandgerði (D2)   | 0 - 1    | Stjarnan Gardabaer       |
| Tindastóll Sauðárkrókur | 4 - 1    | Völsungur Húsavík (D3)   |
| Huginn Seyðisfjörður    | 5 - 6    | Einherji                 |
| UMF Selfoss (D2)        | 3 - 0    | Afturelding Mosfellsbær  |
| þor þorkashöfn          | 0 - 3    | Armann Reykjavik (D3)    |
| IK Kopavogur            | 2 - 4    | UMF Grindavík            |
| Víðir Garður            | 7 - 6    | FH Hafnarfjörður (D2)    |
| Leiftur Ólafsfjörður    | 1 - 2    | Magni Grenivik (D2)      |

## Deuxième tour
| Équipe 1                  | Résultat | Équipe 2                 |
| ------------------------- | -------- | ------------------------ |
| þor Akureyri (D2)         | 4 - 2    | Héraðssamband Þingeyinga |
| UMF Skallagrimur          | 0 - 3    | ÍB Ísafjörður (D2)       |
| Magni Grenivík (D2)       | 6 - 7    | Svarfdaelir              |
| Leiknir Reykjavik         | 1 - 0    | UMF Selfoss (D2)         |
| Súlan                     | 0 - 2    | þrottur Norðfjörður (D2) |
| KS Siglufjörður           | 2 - 1    | Arroðin A.               |
| Reynir Árskógsströnd      | 0 - 5    | Tindastóll Sauðárkrókur  |
| Armann Reykjavik (D3)     | 3 - 1    | Víðir Garður             |
| Fylkir Reykjavik (D2)     | 2 - 1    | UMF Grindavík            |
| Breiðablik Kopavogur (D2) | 3 - 1    | Stjarnan Gardabaer       |
| Hekla                     | 1 - 7    | Grótta Seltjarnarnes     |
| Einherji                  | 1 - 3    | Austri Eskifjörður (D2)  |

## Troisième tour
| Équipe 1                  | Résultat | Équipe 2                |
| ------------------------- | -------- | ----------------------- |
| Svarfdaelir               | 1 - 3    | þor Akureyri (D2)       |
| þrottur Norðfjörður (D2)  | 1 - 0    | Austri Eskifjörður (D2) |
| Armann Reykjavik (D3)     | 1 - 3    | Fylkir Reykjavik (D2)   |
| ÍB Ísafjörður (D2)        | 2 - 0    | Grótta Seltjarnarnes    |
| KS Siglufjörður           | 5 - 3    | Tindastóll Sauðárkrókur |
| Breiðablik Kopavogur (D2) | 8 - 0    | Leiknir Reykjavik       |

## Huitièmes de finale
- Entrée en lice des 10 équipes de 1. Deild

| Équipe 1                  | Résultat | Équipe 2                 |
| ------------------------- | -------- | ------------------------ |
| þor Akureyri (D2)         | 0 - 4    | ÍBV Vestmannaeyjar (D1)  |
| Vikingur Reykjavik (D1)   | 0 - 1    | Valur Reykjavik (D1)     |
| Haukar Hafnarfjörður (D1) | 0 - 3    | þrottur Reykjavik (D1)   |
| ÍA Akranes (D1)           | 7 - 0    | þrottur Norðfjörður (D2) |
| Breiðablik Kopavogur (D2) | 4 - 0    | Fylkir Reykjavik (D2)    |
| ÍBK Keflavík (D1)         | 2 - 0    | ÍB Ísafjörður (D2)       |
| KA Akureyri (D1)          | 2 - 3    | Fram Reykjavik (D1)      |
| KR Reykjavik (D1)         | 3 - 1    | KS Siglufjöirður         |

## Quarts de finale
| Équipe 1                | Résultat | Équipe 2                  |
| ----------------------- | -------- | ------------------------- |
| ÍA Akranes (D1)         | 1 - 0    | ÍBK Keflavík (D1)         |
| Fram Reykjavik (D1)     | 3 - 1    | Breiðablik Kopavogur (D2) |
| KR Reykjavik (D1)       | 0 - 2    | Valur Reykjavik (D1)      |
| ÍBV Vestmannaeyjar (D1) | 1 - 2    | þrottur Reykjavik (D1)    |

## Demi-finales
| Équipe 1               | Résultat | Équipe 2            |
| ---------------------- | -------- | ------------------- |
| þrottur Reykjavik (D1) | 2 - 2    | Fram Reykjavik (D1) |
| Fram Reykjavik         | 2 - 0    | þrottur Reykjavik   |
| Valur Reykjavik (D1)   | 2 - 1    | ÍA Akranes (D1)     |

## Finale
| 26 août 1979 | Fram Reykjavik    | 1 - 0 | Valur Reykjavik | Laugardalsvöllur, Reykjavik |
|              | Marteinn Geirsson |       |                 |                             |
|              | (Rapport)         |       |                 |                             |

- Le Fram Reykjavik remporte sa 3e Coupe d'Islande et se qualifie pour la Coupe des Coupes 1980-1981.